# プローブ交通情報
プローブ交通情報（プローブこうつうじょうほう）は、フローティングカーデータ（実際に自動車が走行した位置や車速などのデータ）を用いて生成された道路交通情報である。また車速から生成される渋滞・混雑情報以外に、ワイパー使用頻度から天候情報、ブレーキングや燃費情報まで、さまざまな情報生成が期待されている。
日本ではVICSから提供される道路交通情報が広く一般に普及しているが、主に道路のセンサーから交通量と速度情報を取得しているため、センサーのある主要道路に限って情報が提供されることとなり、提供範囲は特定の道路や区域に偏りがちになる。
一方のプローブ交通情報の場合、実際に走行している車（プローブカーと呼ぶ場合がある）から情報を収集し道路交通情報を生成するため、主要道路ではない道路（県道や市町村道など）も含めた広範囲な道路交通情報の生成・提供が可能となる。ただし、道路上に設置されているセンサーによる情報ではないため、プローブカーが通らない道路などでは情報が提供されない場合がある。
VICS WIDEでは関東一都六県で2020年4月よりプロープ情報を活用した道路交通情報サービスの実証実験を開始した。

## 情報提供事業者
本田技研工業
同社カーナビゲーションシステム向けインターナビ会員の走行データから生成した道路交通情報をそのユーザを対象に提供している。道路交通情報の元データとなる走行データの蓄積距離は自動車会社の中では最大。この独自の交通情報はフローティングカー情報と呼ばれる。
日産自動車
同社カーナビゲーションシステム向けカーウイングス会員の走行データから生成した道路交通情報をそのユーザを対象に提供している。プローブ交通情報のない道路の状況を推定するリアルタイム推定補完技術を世界で初めて採用。
トヨタ自動車　
同社カーナビゲーションシステム向けG-BOOK会員の走行データから生成した道路交通情報をそのユーザを対象に提供している。DCMと呼ばれるカーナビに接続された通信モジュール経由で走行情報の取得、道路交通情報の提供を行っている。

パイオニア
同社スマートループ等の会員から取得した走行データから生成した道路交通情報をそのユーザを対象に提供している。
野村総合研究所
数千台のタクシーや携帯カーナビ利用者から収集した走行データをもとに、同社がiモード公式サイトやiPhone等で提供する携帯カーナビサービス、全力案内!（2013年〈平成25年〉11月末でサービス終了）で道路交通情報を提供していた。2011年（平成23年）12月時点で、タクシーからのデータは北海道、宮城県、東京都、神奈川県、千葉県、埼玉県、愛知県、大阪府、兵庫県、広島県、福岡県エリアに対応し走行データの蓄積距離は最大規模。
TomTom
同社のプローブ交通情報は、同社のコネクティッドサービスを使用している自動車会社（30社以上）の車載ナビ、携帯アプリ、また、連携しているスマホ携帯からの匿名データ、連携しているタクシー、フリート会社、政府系機関からのループ情報から成り立っている。同社は、このプローブ交通情報を分析・解析することにより世界81ヵ国で 、ナビの素材となる交通情報サービス(API)を展開している。プローブ収集可能な車両を含めたデバイス数、全世界6億台。保有プローブデータ全世界一日当たり213億の点をリアルタイムで分析している。プローブ数としては世界最大規模。プローブがない道路は少なくとも2年以上蓄積されたプローブデータベースを基に推定した交通情報を提供している。